# Fresno Alhándiga
Fresno Alhándiga ist ein westspanischer Ort und eine Gemeinde (municipio) mit 181 Einwohnern (Stand: 2024) in der Provinz Salamanca in der Region Kastilien und León.

## Lage und Klima
Die ca. 835 m hoch gelegene Gemeinde Fresno Alhándiga befindet sich im äußersten Süden der altkastilischen Hochebene (meseta). Die Stadt Salamanca ist knapp 35 km in nordnordwestlicher Richtung entfernt. Durch die Gemeinde führt die Autovía A-66 von Salamanca nach Plasencia und Servia.
Das Klima im Winter ist durchaus kühl; die geringen Niederschlagsmengen (503 mm) fallen – mit Ausnahme der nahezu regenlosen Sommermonate – verteilt übers ganze Jahr.

## Bevölkerungsentwicklung
| Jahr      | 1970 | 1981 | 1991 | 2001 | 2011 | 2021 |
| Einwohner | 540  | 394  | 373  | 307  | 273  | 196  |

## Sehenswürdigkeiten
- Michaeliskirche (Iglesia de San Miguel Arcángel)
- Isidorkapelle (Ermita de San Isidro)

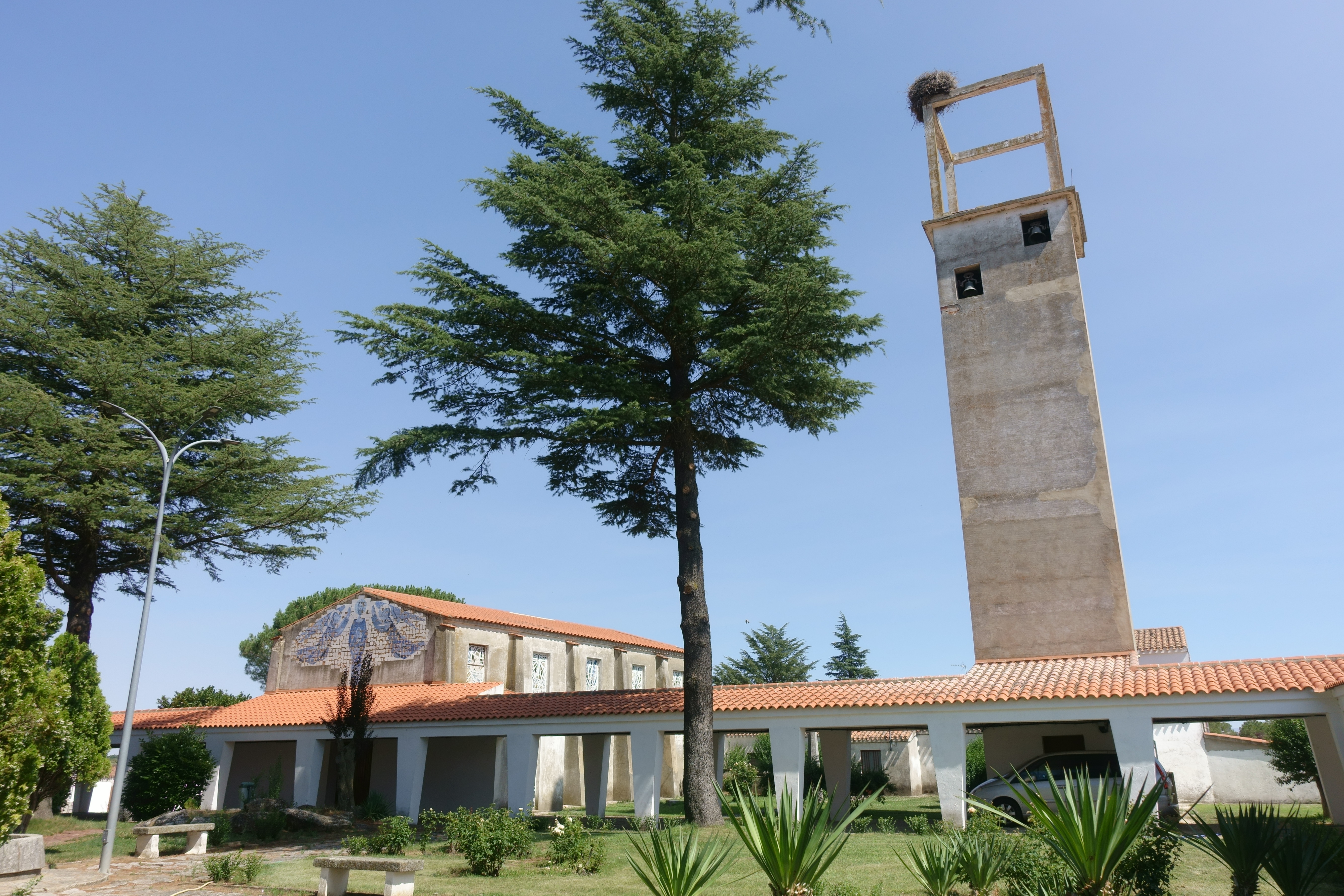
Michaeliskirche
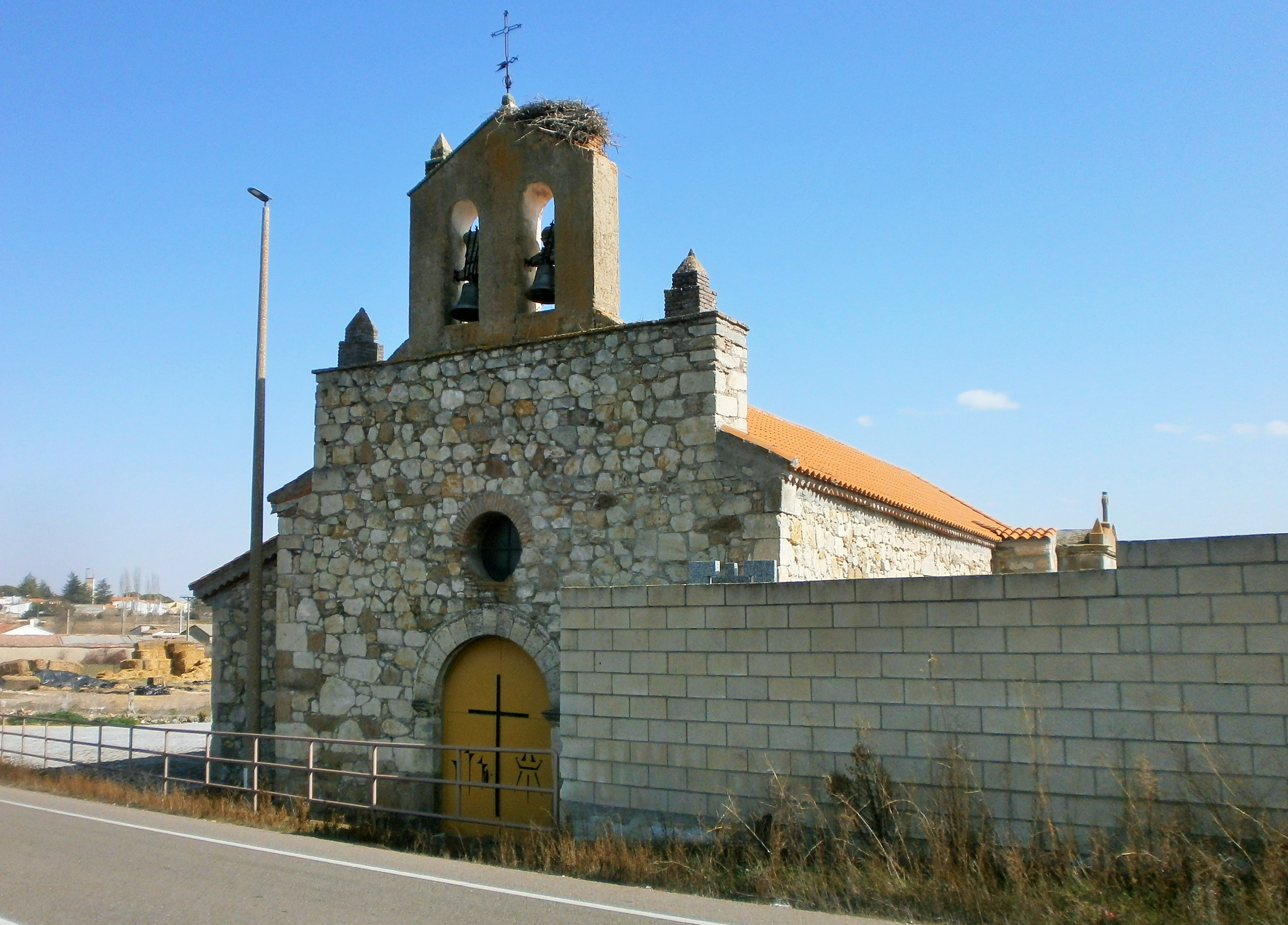
Isidorkapelle
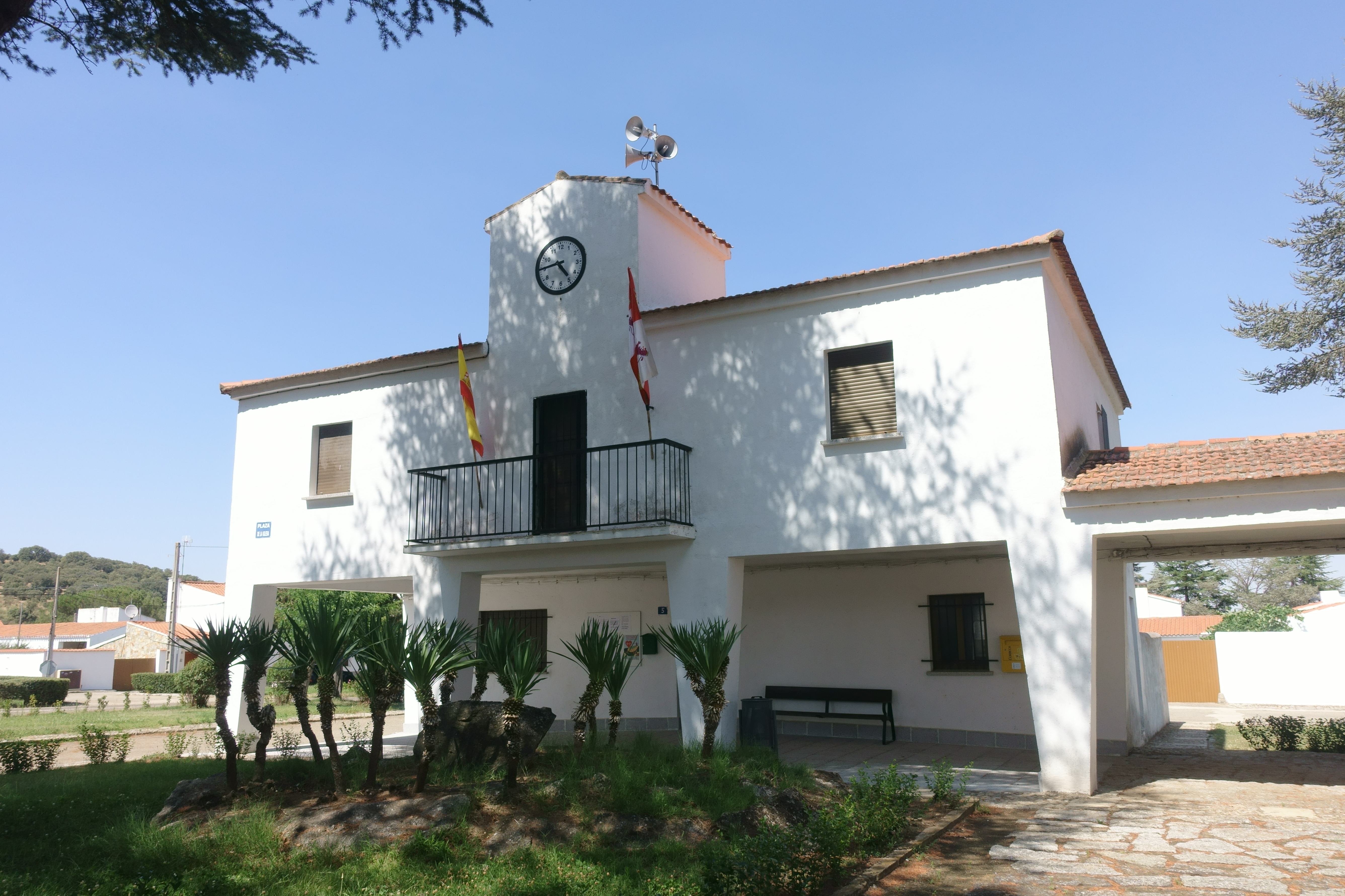
Rathaus